# 京都マルイ
京都マルイ（きょうとマルイ、KYOTO MARUI）は、かつて京都市下京区に存在した丸井の店舗。62のブランドが並んでいた。

## 概要
神戸マルイ、なんばマルイに次ぐ、近畿地区で3店舗目のマルイとして、2011年4月27日にオープンした。京都随一の繁華街である四条河原町交差点に位置している。丸井の24店目となる。
京都住友ビルディング（住友不動産京都ビル）の地下1階 - 6階に入居している。なお同ビル7・8階にはレストラン街があり、当初は阪急商業開発が運営する「モザイクダイニング四条河原町」が入居していたが、2017年7月12日からは住友不動産が運営する「FOOD HALL」に転換した（2020年5月の京都マルイ閉店後も継続されている）。
阪急阪神百貨店が展開していた四条河原町阪急が2010年8月22日に撤退するのを受けて、同年8月10日には正式に跡地への出店を表明。その後「お店づくり企画会議」を100回に亘り開催し、外観やサービスなど店舗づくり全般について、地元や丸井側との議論を重ねられた。
外観は、京都のイメージを考慮して、木目の格子をイメージした薄茶色となっている。また、四条河原町阪急の象徴だったビル1階正面入口に掲げられている「世界地図」は、マルイになっても残された。
四条河原町エリアにおいてはすぐ横に髙島屋京都店がある他、2019年12月には京阪グループの大型複合商業施設「GOOD NATURE STATION」が河原町にオープンするなど、営業活動を継続するのに厳しい環境にあったため、2020年5月末に住友不動産との契約満了に伴い閉店する予定だったが、新型コロナウイルス感染症の流行に伴い、同年4月8日に臨時休業し、そのまま前倒しする形で5月12日に閉店した。
2021年5月12日に家電量販店のエディオンを核テナントとした商業施設「京都河原町ガーデン」（住友不動産開発・運営）にリニューアルされた。

## 周辺商業施設
- 髙島屋京都店
- コトクロス阪急河原町
- 河原町オーパ
- GOOD NATURE STATION
- ミーナ京都
- 藤井大丸